# Polynôme non commutatif
 (signalé en juin 2025).
Si vous disposez d'ouvrages ou d'articles de référence ou si vous connaissez des sites web de qualité traitant du thème abordé ici, merci de compléter l'article en donnant les références utiles à sa vérifiabilité et en les liant à la section « Notes et références ».
- Archive Wikiwix
- Bing
- Cairn
- DuckDuckGo
- E. Universalis
- Gallica
- Google
- G. Books
- G. News
- G. Scholar
- Persée
- Qwant
- (zh) Baidu
- (ru) Yandex
- (wd) trouver des œuvres sur Wikidata

En mathématiques, un polynôme non commutatif est une combinaison linéaire de mots sur des indéterminées non commutatives. On distingue ainsi les monômes x2y, xyx et yx2.
L’ensemble des polynômes non commutatifs sur des variables x1, x2, … et à coefficients dans un anneau R est l’algèbre associative libre notée R⟨x1, x2, …⟩.
Les polynômes non commutatifs peuvent définir des identités polynomiales sur des algèbres associatives.